# Mataiea
Mataiea – miasto w Polinezji Francuskiej; na wyspie Tahiti; 4800 mieszkańców (2006). Przemysł spożywczy, drzewny.